# Tom DeSanto
Thomas DeSanto, dit Tom DeSanto (né en 1968 à Iselin, dans le New Jersey, États-Unis) est un producteur, scénariste, réalisateur et acteur américain.

## Biographie
Tom DeSanto est le fils d'un officier de police et grandit à Iselin, dans le New Jersey. Il est diplômé en 1986 de la Bishop George Air School, une école privée catholique d'Edison, New Jersey et également diplômé de la Rutger University en 1990.
Il commence par coproduire un film intimiste, Un élève doué de Bryan Singer, sorti en 1998, mais il est surtout connu pour avoir produit les deux premiers volets d'X-Men et la série des Transformers.

## Filmographie

### Comme producteur

#### Cinéma
- 1998 : Un élève doué (Apt Pupil) de Bryan Singer (coproducteur)
- 2000 : X-Men de Bryan Singer
- 2003 : X-Men 2 de Bryan Singer
- 2007 : Transformers de Michael Bay
- 2009 : Transformers 2 : La Revanche (Transformers: Revenge of the Fallen) de Michael Bay
- 2011 : Transformers 3 : La Face cachée de la Lune (Transformers: Dark of the Moon) de Michael Bay
- 2014 : Transformers : L'Âge de l'extinction (Transformers: Age of Extinction) de Michael Bay
- 2017 : Transformers: The Last Knight de Michael Bay
- 2018 : Bumblebee de Travis Knight
- 2022 : Transformers: Rise of the Beasts de Steven Caple Jr.
- 2024 : Transformers : Le Commencement (Transformers One) de Josh Cooley

#### Télévision
- 2009 : Crisis: New York Under Water (téléfilm)

### Comme scénariste
- 2000 : X-Men de Bryan Singer

### Comme réalisateur
- 2009 : Crisis: New York Under Water (téléfilm)

### Comme acteur
- 2000 : X-Men de Bryan Singer : un policier